# Agência Polonesa de Investimento e Comércio

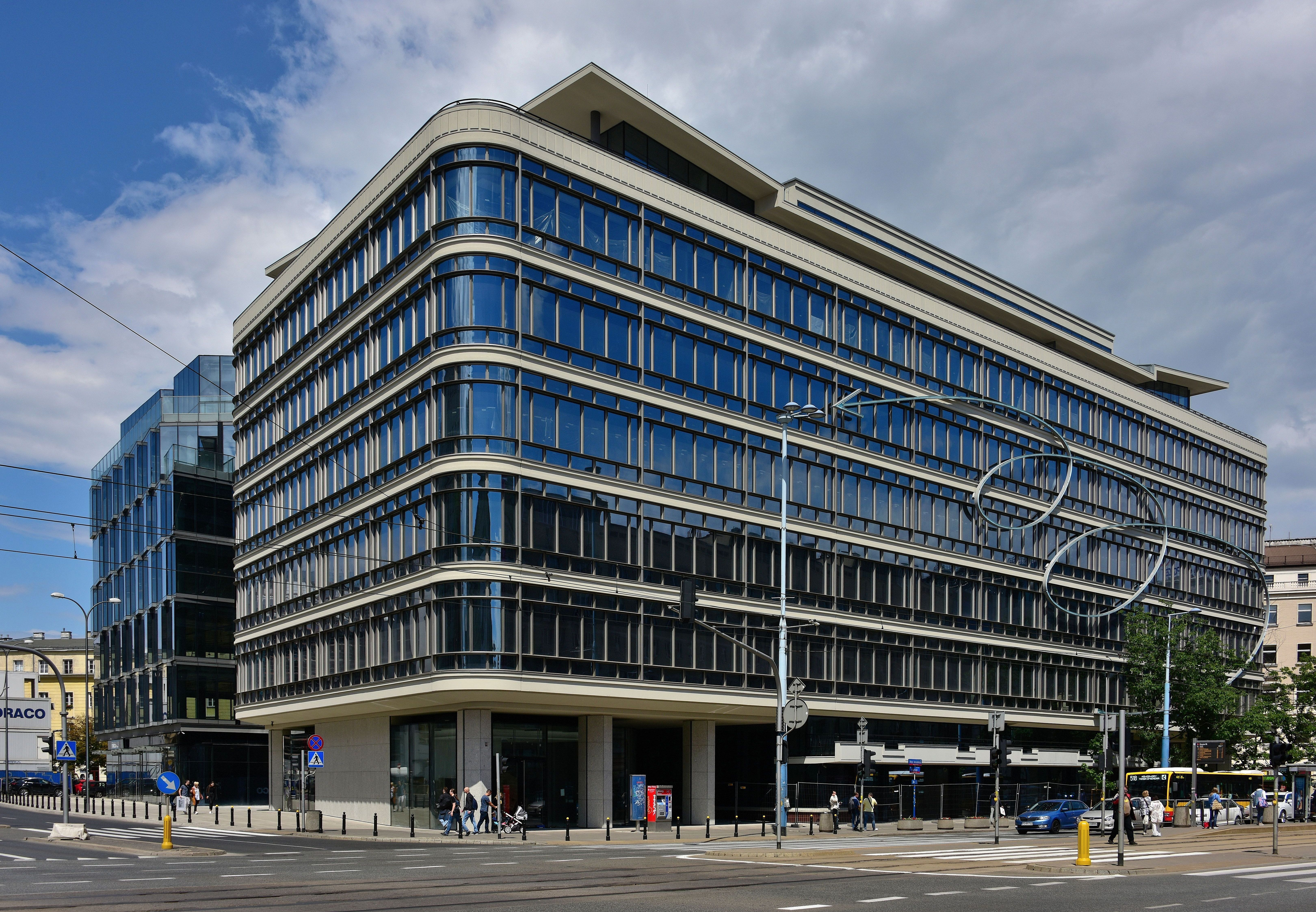
Sede da Agência Polonesa de Investimento e Comércio na Rua Krucza, 50, em Varsóvia.

A Agência Polonesa de Investimento e Comércio (em polonês/polaco:  Polska Agencja Inwestycji i Handlu, abreviado para PAIH) é uma agência governamental polonesa que promove a Polônia como um destino atraente para investimentos estrangeiros.

## História
Em 1992, foi criada a Agência Polaca para o Investimento Estrangeiro (PAIZ), que em 2003 foi fundida com a Agência Polaca de Informação (PAI) para formar a Agência Polaca de Informação e Investimento Estrangeiro (PAIiIZ) para coordenar a promoção da Polónia. como um destino atraente para o investimento estrangeiro. Em 2017, a Agência mudou o nome para Agência Polonesa de Investimento e Comércio (PAIH)

## Função
Além da promoção da Polônia para investimento econômico, o PAIH também ajuda os investidores a superar os obstáculos administrativos e legais que devem ser superados ao investir na Polônia. A agência realiza pesquisas com investidores para determinar as perspectivas do clima de investimento na Polônia. Seus relatórios ocasionalmente informam as iniciativas do Ministério da Economia.